# Hiperstena
La hiperstena es un mineral del grupo de los silicatos, subgrupo inosilicatos y dentro de ellos pertenece a los piroxenos. Es un silicato de hierro y magnesio. Se encuentra en forma masiva lamelar o en cristales muy facetados de brillo metálico, de color pardo violáceo.
Es un elemento intermedio ferromagnésico de la serie de solución sólida cuyo extremo con magnesio es la enstatita (Mg2Si2O6) y el extremo con hierro es la ferrosilita (Fe2Si2O6). Otro mineral intermedio de esta serie es la broncita, que se diferencia de la hiperstena en que tiene más magnesio ((Mg, Fe)2Si2O6).
Hoy día está desacreditado como mineral pues se considera más bien que toda la serie son variedades de enstatita, aunque sigue apareciendo en muchos tratados de mineralogía. Su nombre deriva del griego hiper y steno, que significan por encima y fuerte, en alusión a que tiene más dureza que la hornblenda, mineral con el que a menudo se confunde. Sinónimos muy poco usados en español son germarita, hiperita o szaboita.

## Ambiente de formación
Aparece en los gabros, pegmatitas y de las andesitas. Es el principal componente de la hiperstenita, una roca eruptiva granuda.
También puede aparecer como mineral secundario en rocas metamórficas del tipo de los gneises cordieríticos. 
Minerales asociados a la hiperstena con frecuencia son: olivino, biotita, cuarzo, labradorita y granate almandino.

## Localización, extracción y uso
Hay yacimientos notables en Nueva York (EE. UU.) y Labrador (Canadá). En España se ha encontrado abundante en el Cabo de Gata (Almería).
No tiene ningún uso, aparte del interés científico y coleccionístico.